# Mạng lưới nội chất
Mạng lưới nội chất (tiếng Anh là endoplasmic reticulum) là một hệ thống các xoang và túi màng nằm trong tế bào nhân thực. Chúng có chức năng biến đổi protein (thường là gắn vào protein các gốc đường, hoặc lipid), hình thành các phân tử lipid, vận chuyển các chất bên trong tế bào. Có hai loại mạng lưới nội chất là loại có hạt (do có gắn ribosome) và loại trơn (không có ribosome).

## Cấu trúc

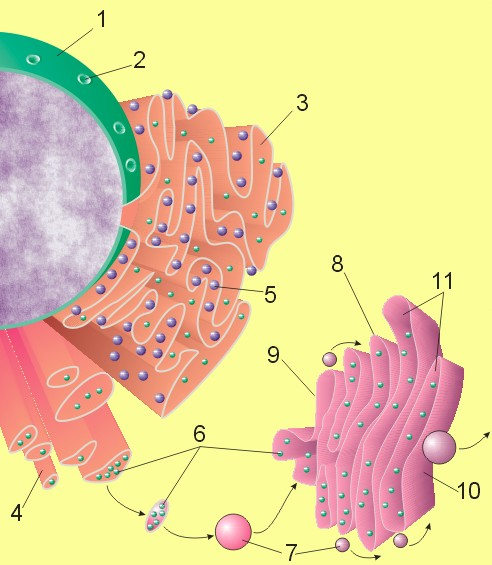
Hình 1: Hình ảnh về nhân tế bào, mạng lưới nội chất và thể Golgi: (1) Nhân, (2) Lỗ nhân, (3) Mạng lưới nội chất hạt (RER), (4) Mạng lưới nội chất trơn (SER), (5) Ribosome trên RER, (6) Các phân tử protein được vận chuyển, (7) Túi tiết vận chuyển protein, (8) Thể Golgi, (9) Đầu Cis của thể Golgi, (10) Đầu trans của thể Golgi, (11) Phần thân của thể Golgi.

Mạng lưới nội chất có cấu trúc như là một hệ thống ống dẫn chằng chịt và phát triển rộng khắp tế bào chất, được nâng đỡ bởi hệ thống khung xương của tế bào. Các ống dẫn, nhánh rẽ và các túi của mạng lưới nội chất đều được nối thông với nhau và bản thân mạng lưới nối kết trực tiếp với lớp màng ngoài của nhân tế bào, như hệ thống màng này hình thành một lớp vỏ bọc kín bao lấy một khoảng không gian chiếm chừng 10 phần trăm dung tích tế bào gọi là khoang lưới nội chất (ER lumen). Mặc dù khoang lưới nội chất chỉ chiếm 10 phần trăm dung tích tế bào, diện tích bề mặt màng sinh chất của mạng lưới chiếm gần một nửa tổng diện tích màng sinh chất của tế bào. Ở các tế bào gan và tụy, diện tích bề mặt màng sinh chất của mạng lưới lần lượt gấp 25 lần và 12 lần so với diện tích bề mặt màng tế bào.
Mạng lưới nội chất lại được chia thành 2 dạng: lưới nội chất có hạt (hay còn gọi là lưới nội chất nhám) và lưới nội chất trơn. 
Lưới nội chất nhám có cấu tạo gồm nhiều túi dẹt thông với nhau. Các ống thông với khoảng quanh nhân và màng sinh chất. Lưới nội chất hạt có các hạt ribosome đính trên bề mặt, phần không có hạt gọi là đoạn chuyển tiếp.
Lưới nội chất trơn có hệ thống ống chia nhánh với nhiều kích thước khác nhau và không có ribosome trên bề mặt. Lưới nội chất trơn thông với lưới nội chất hạt, không thông với khoảng quanh nhân và có liên kết mật thiết với bộ máy Golgi.

## Chức năng
Mạng lưới nội chất đảm nhiệm nhiều vai trò trọng yếu trong mỗi tế bào; và như đã đề cập chức năng, cấu trúc của mạng lưới này cũng thay đổi tùy theo từng loại tế bào.
- Sinh tổng hợp protein và lipid: Hệ thống mạng lưới nội chất tỏa rộng khắp tế bào đóng vai trò trung tâm trong việc sinh tổng hợp các protein và lipid cần thiết. Thật vậy, phần lớn các loại protein, lớp màng kép lipid cùng những loại lipid của phần lớn các bào quan - bao gồm cả bộ máy Golgi, tiêu thể, nội thể, túi tiết và ngay bản thân mạng lưới nội chất - đều được sản sinh từ lớp màng của hệ thống mạng lưới này.[3][5][6]
- Glycosyl hóa và cuộn gập các protein: Phần lớn các protein trước khi được chuyển đến đích cần phải trải qua quá trình glycosyl hóa để trở thành các glycoprotein, đồng thời các protein phải được cuộn xoắn và hình thành các liên kết disulfit đúng quy cách. Các enzyme nằm trên bề mặt trong của mạng lưới nội chất sẽ đảm nhiệm việc thực thi và kiểm tra các quá trình này. Mạng lưới nội chất cũng chứa các enzyme và protein có chức năng tống khứ các "sản phẩm" sai hỏng vào tế bảo chất để các tiêu thể xử lý; nếu số lượng protein sai hỏng tăng lên quá nhiều thì các thụ thể trong mạng lưới nội chất sẽ truyền tín hiệu về nhân tế bào để tế bào có phản ứng đối phó thích hợp.[7][8][9]
- Chuyển vận các chất: mạng lưới nội chất là nơi đảm nhiệm quá trình trung chuyển các chất (nhất là protein) trong tế bào. Các loại protein cần thiết cho việc bài tiết và cho các bào quan đều được chuyển từ tế bào chất tới mạng lưới này để được trung chuyển tới đích. Như đã nói, vào cuối quá trình sinh tổng hợp protein tại ribosome, protein sẽ được chuyển vận vào lưới nội chất thông qua quá trình chuyển dịch đồng dịch mã (co-translational translocation) và các phân tử protein, lipid đã được sinh tổng hợp sẽ được chuyển từ mạng lưới nội chất sang bộ máy Golgi tại các đoạn mạng lưới nội chất chuyển tiếp (transitional ER).[3][4]
- Vai trò trong bài tiết protein: Một số protein nằm trong lớp màng của mạng lưới nội chất sẽ bị cắt bỏ phần nằm trong màng, phần còn lại sẽ được gắn vào một "cái neo" axít béo mang tên neo glycosylphospatidyl-inositol (neo GPI) cũng được gắn vào trong màng lưới nội chất. Phần màng này sẽ tách khỏi lưới nội chất và hình thành một túi mang protein đến một vị trí nhất định trong tế bào (thường là tại màng tế bào hay màng của một bào quan) nhằm phản ứng với một kích thích mà tế bào nhận được. Phần neo GPI có vai trò quan trọng trong việc định hướng cho túi protein tới vị trí đích đến.[10]
- Dự trữ ion Ca2+: Mạng lưới nội chất là nơi dự trữ các ion Ca2+ dùng trong nhiều phản ứng đáp ứng quan trọng của tế bào trước các tín hiệu mà nó nhận được. Một bơm ion calci đặc biệt sẽ có nhiệm vụ đưa Ca2+ từ lưới nội chất vào tế bào chất[11]. Nhằm lấp đầy các ion Ca2+ hao hụt trong các phản ứng này, một bơm Ca2+ đảm nhiệm vai trò đưa ion calci ngược từ tế bào chất vào mạng lưới nội chất. Một số đoạn trong hệ thống lưới nội chất được thiết kế để chuyên đảm nhiệm vai trò dự trữ các ion Ca2+, tỉ như các lưới cơ tương trong các tế bào cơ.[4]